# Hermann Wimmer
Hermann Wimmer (* 18. Juli 1936 in Neuötting) ist ein deutscher Politiker (SPD).

## Leben und Beruf
Nach dem Besuch der Realschule absolvierte Wimmer von 1950 bis 1954 eine Ausbildung zum Maschinenschlosser und arbeitete anschließend bis 1975 in diesem Beruf bei der Maschinenfabrik Esterer AG in Altötting. Er trat der IG Metall bei, war von 1960 bis 1983 Betriebsratsvorsitzender bei der Esterer AG und gehörte dem Aufsichtsrat des Unternehmens an.

## Partei
Wimmer ist seit 1955 Mitglied der SPD.

## Abgeordneter
Wimmer war von 1966 bis 1985 Ratsmitglied der Stadt Altötting und wurde 1966 in den Kreistag des Kreises Altötting gewählt. Dem Deutschen Bundestag gehörte er von 1976 bis 1994 an. Er kandidierte im damaligen Wahlkreis Altötting-Ebersberg-Mühldorf und war stets über die Landesliste der SPD in Bayern ins Parlament eingezogen.

## Auszeichnungen
- 1987: Bundesverdienstkreuz am Bande
- 1991: Bayerischer Verdienstorden